# 엘렌 식수
엘렌 식수(Hélène Cixous)는 1937년 6월 5일 알제리 오랑에서 태어난 프랑스의 작가이자 극작가이다. 1967년, 식수는 그라세 출판사를 통해 <제임스 조이스의 망명 또는 대리 예술L'Exil de James Joyce ou L'art du remplacement>을 내어 열렬한 성공을 거뒀으며, <안으로Dedans>(그라세, 1969)로 메디시상을 수상하였다.
엘렌 식수는 테아트르 뒤 솔레유Théâtre du Soleil에서 여러 극작품을 쓴 작가이자, 1984년부터 아리안 므누슈킨와 함께 작업하기도 하였다. 뱅센 중앙 대학교의 공동 설립자로서 식수는 1974년 그곳에서 유럽 대학교에서 첫 여성학 센터를 창설하였다. 식수의 수필 <메두사의 웃음Le Rire de la Méduse>(1975)은 현대 페미니즘에 있어 중대한 작품으로 평가받는다.
| “ | 그녀는 모든 "해방 전쟁"에 참여했다. 그녀가 태어난 알제리의 해방전쟁, 시대에 뒤떨어져 침착된 대학의 해방전쟁, 남성의 지배하에 있던 여성의 해방전쟁... 그녀가 말하길, 그 10년 동안 젊은이로 살았던 것은 기회였다... | ” |